# Корлай
Корлай (англ. Korlai) — індійське село на узбережжі Конкану, штат Махараштра. В селі розмовляють корлайською португальською креольською мовою.

## Розташування
Корлай розташований приблизно за 120 км (приблизно за 4 години їзди) від Мумбаї і знаходиться між Алібагом і Кашидом. Найкращий спосіб дістатися туди — машиною, хоча є поромний транспорт з Мумбаї до Мандви, звідки можна дістатися Корлаю.

## Форт
В селі розташований португальський форт: Фортеця Морро-де-Шоль (порт. Fortaleza do Morro de Chaul).
Португальський історик Діогу до Куту в 1602 році описує його як "велику фортецю, таку сильну, як жодна у світі". На вершині форту стояла міцна вежа, відома як Замок опору, увінчана бронзовим орлом з розпростертими крилами. Головну браму охороняли два високих бастіони, між якими стояв великий бронзовий лев, під яким був напис: "Ніхто не минає мене без боротьби". Форт охоронявся 70 гарматами і розміщував гарнізон з 8000 коней та солдатів.

## Галерея

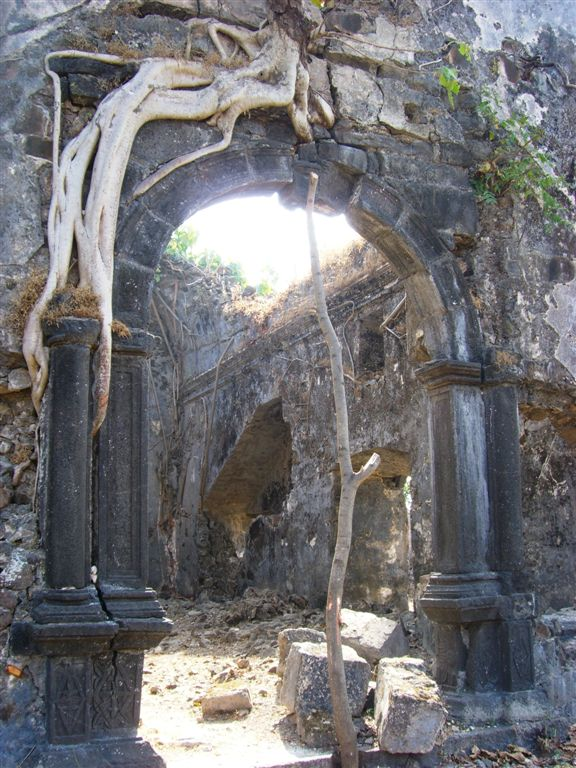
Вхід у форт
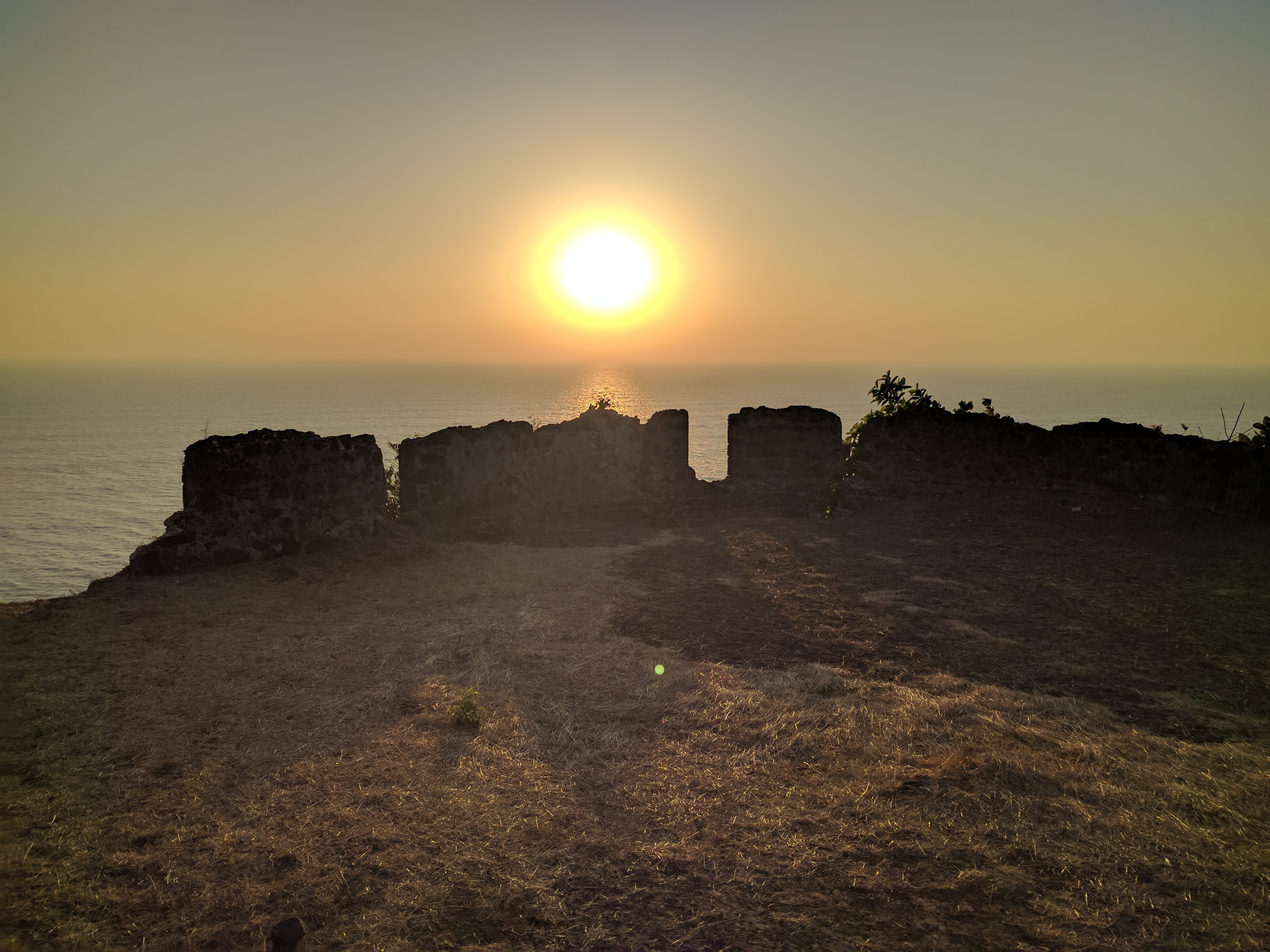
Форт